# Maledizione dell'anno zero

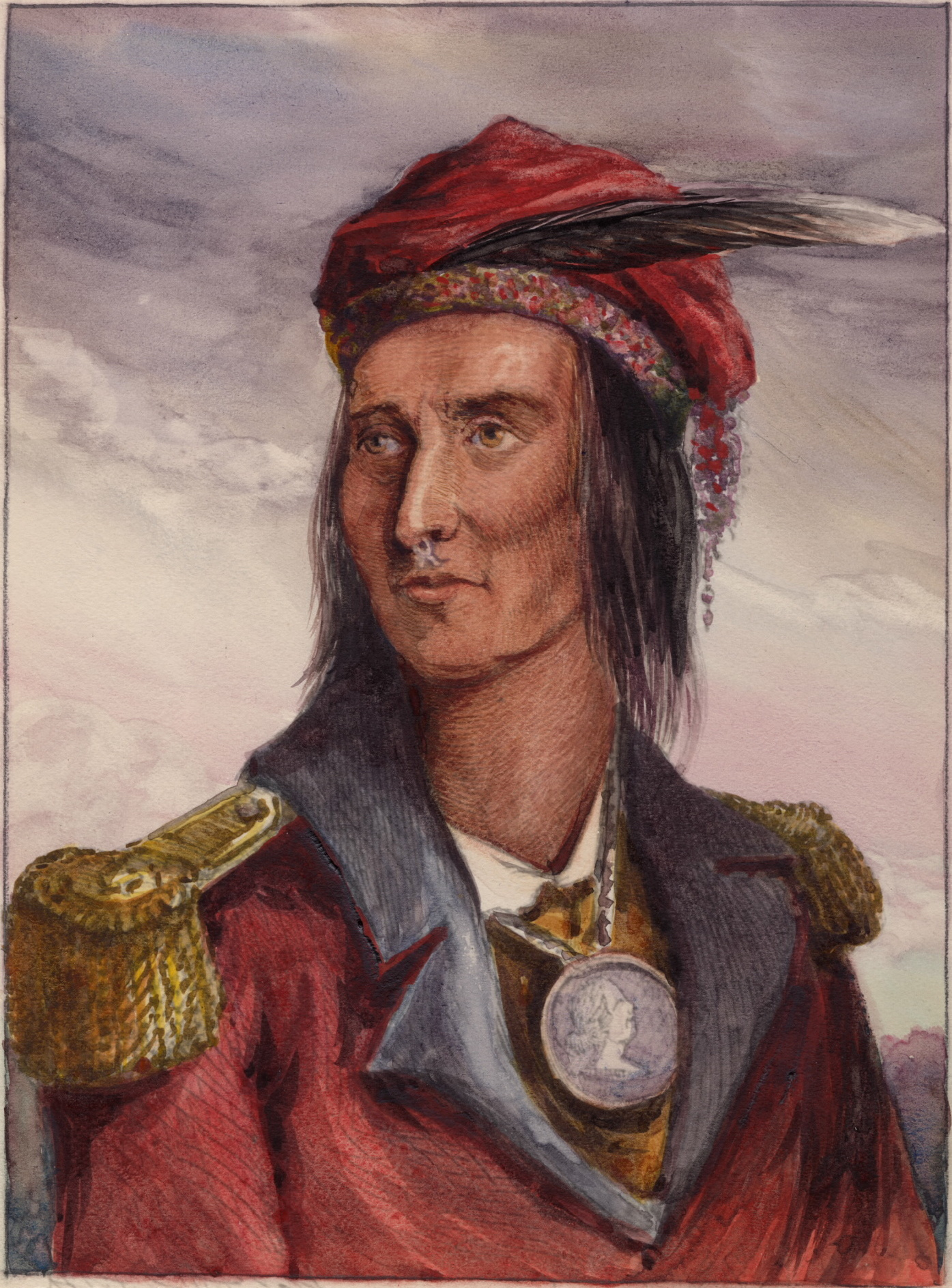
Tecumseh

La maledizione dell'anno zero (nota in inglese come zero-year curse, ma anche curse of Tippecanoe, Tecumseh's curse, presidential curse, twenty-year curse e twenty-year presidential jinx) è una leggenda metropolitana a sfondo paranormale sorta negli anni 1930, secondo la quale alcuni presidenti degli Stati Uniti d'America, eletti negli anni che nel calendario gregoriano terminano con la cifra 0, sarebbero destinati a morire prima di concludere il mandato.

## Origini e storia
La voce attribuisce il maleficio al capo indiano Shawnee Tecumseh, sconfitto più volte in battaglia da William Henry Harrison (Fallen Timbers, Tippecanoe) e infine ucciso nella battaglia del Thames.
Secondo un'altra versione, il malaugurio fu invece lanciato dal fratellastro di Tecumseh, Tenskwatawa, un medico nativo soprannominato il Profeta, che intendeva così vendicarne la morte. Harrison, eletto presidente nel 1840, morì poco dopo il suo insediamento alla Casa Bianca, tuttavia non esiste alcuna fonte storica che attesti la presunta maledizione.

## Le interpretazioni
Le modalità della coincidenza non sono costanti; infatti le cause di morte variano (soltanto tre su sette furono naturali), così come il rapporto fra l'anno di elezione e il mandato interrotto con la morte del presidente. McKinley, Lincoln e Roosevelt non morirono nel loro primo mandato, ma dopo essere stati rieletti. Gli ultimi due, inoltre, non morirono neanche durante il mandato iniziato con il cosiddetto anno zero. Esiste poi un'eccezione per così dire invisibile, quella di Zachary Taylor, unico presidente degli Stati Uniti deceduto in corso di mandato senza essere stato eletto nell'anno zero.
In realtà, la maledizione dell'anno zero non è che una coincidenza notata per la prima volta da Robert Ripley nel suo Believe It or Not! (1934). La circostanza della scomparsa di alcuni presidenti in carica, apparentemente misteriosa, era reale e si protraeva all'epoca da Harrison a Harding; casualmente, essa si sarebbe poi verificata altre due volte, con la morte di Franklin Delano Roosevelt (peraltro malato e rieletto più volte) e con l'assassinio di John Fitzgerald Kennedy.

## I soggetti coinvolti
Di seguito si elencano i presidenti degli Stati Uniti che la leggenda considera colpiti dalla maledizione:
| Presidente                | Immagine | Data di elezione | Mandato | Data di morte     | Causa di morte      |
| William Henry Harrison    |          | 1840             | 1º      | 4 aprile 1841     | polmonite           |
| Abraham Lincoln           |          | 1860             | 2º      | 15 aprile 1865    | assassinio          |
| James Garfield            |          | 1880             | 1º      | 19 settembre 1881 | assassinio          |
| William McKinley          |          | 1900             | 2º      | 14 settembre 1901 | assassinio          |
| Warren Harding            |          | 1920             | 1º      | 2 agosto 1923     | apoplessia          |
| Franklin Delano Roosevelt |          | 1940             | 4º      | 12 aprile 1945    | emorragia cerebrale |
| John Fitzgerald Kennedy   |          | 1960             | 1º      | 22 novembre 1963  | assassinio          |